# Beilstein Journal of Organic Chemistry
Beilstein of Organic Chemistry (skrót oficjalny Beilstein J. Org. Chem., używa się także skrótu BJOC) – recenzowane czasopismo naukowe zawierające artykuły na temat badań z chemii organicznej. Wydawane jest przez Beilstein-Institut – organizację non-profit. Impact factor czasopisma w 2014 roku wynosi 2,762.
Publikacje zawarte w tym czasopiśmie są dostępne na stronie wydawcy na zasadzie otwartego dostępu bez konieczności rejestracji. Wszelkie koszty publikacji pokrywa wydawca. Cechuje się także brakiem z góry narzuconych ograniczeń ilości stron przypadających na artykuł. Nadesłane artykuły są bardzo szybko sprawdzane i publikowane w ciągu 4 do 8 tygodni. Autor publikacji zachowuje do niej prawa autorskie, a treść jest udostępniana na licencji Creative Commons Attribution License.
Artykuły z czasopisma są archiwizowane przez PubMed Central, UK PubMed Central, Directory of Open Access Journals (DOAJ) i Niemiecką Bibliotekę Narodową.
Redaktorem naczelnym jest Peter Seeberger.